# لورن-سی

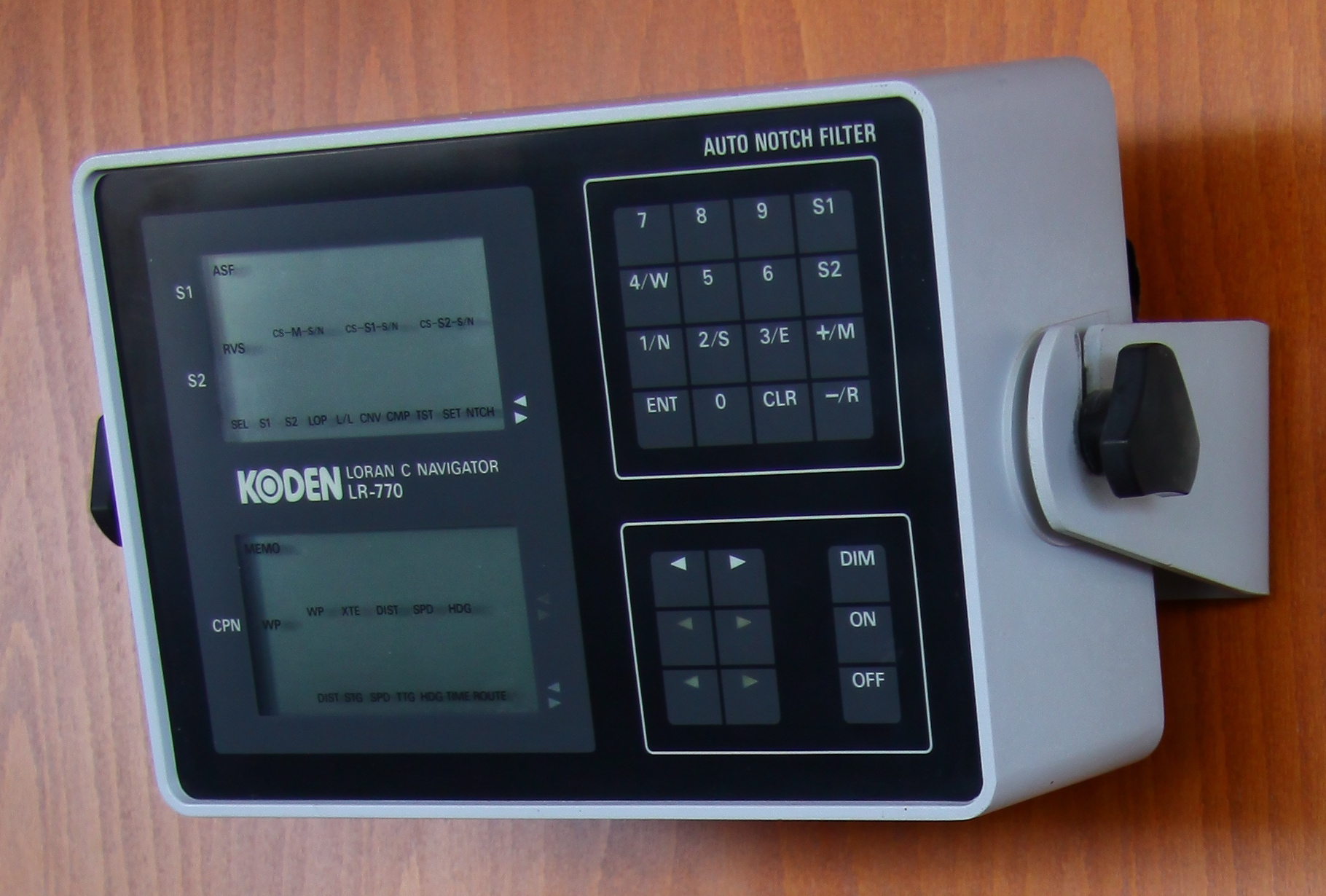
یک گیرنده سامانه LORAN-C برای استفاده در کشتیهای تجاری

 لورن-سی یک سامانه موقعیت‌یابی هذلولوی است که اجازه می‌دهد یک گیرنده موقعیت خود را با دریافت و مقایسه امواج رادیویی ساطع شده از آنتن های ثابت رادیویی، به دست آورد.
لورن-سی برای اولین بار از ترکیب دو روش متفاوت برای ایجاد سیگنال استفاده کرد که نتیجه آن، هم برد بلندی به دست می‌داد و هم جوابهای آن قابل اطمینان بودند. این خواص قبلاً در نقطه مقابل هم طبقه‌بندی می‌شدند. البته این تکنیک یک طرف داستان بود (فرستنده) و در طرف دیگر (گیرنده) ابزارهای گرانبهایی قرار داشتند که برای پردازش سیگنالها استفاده می‌شدند .نتیجه این بود که بعد از معرفی این سیستم در سال ۱۹۵۷ میلادی، اولین کاربر آن ارتش ایالات متحده بود.
در سالهای ۱۹۷۰ و بعد از معرفی ترانزیستورها، لوازم الکترونیک مورد استفاده برای این سیستم به شکل قابل ملاحظه‌ای کوچکتر شدند. این امر در گیرنده‌ها و با به کار بردن اولین ریزکنترل‌گرها برای پردازش سیگنالها بیشتر نمود یافت. همین امر باعث قیمت پائین و کاربری آسان، مخصوصاً در گیرنده‌ها، شد و در نهایت از سال ۱۹۷۴ کاربری این سیستم از یک سیستم نظامی صرف خارج شد و برای استفاده عموم عرضه شد.
در سالهای اولیه دهه ۱۹۸۰ و با نصب واحدهای بیشتری از این سامانه در سراسر دنیا، سیستم قدیمی لورن (همان نوع معروف به A) جمع‌آوری شد و جای خود را به این سیستم داد.
در نهایت سامانه لورن-سی یکی از عمومی‌ترین و پرکاربردترین سامانه‌های موقعیت یابی در نواحی بسیار وسیعی از آمریکای شمالی، اروپا، ژاپن و سراسر اقیانوس اطلس و آرام شد.
اتحاد جماهیر سوسیالیستی شوروی در همان زمان از سامانه مشابه دیگری به نام چایکا استفاده می‌کرد.

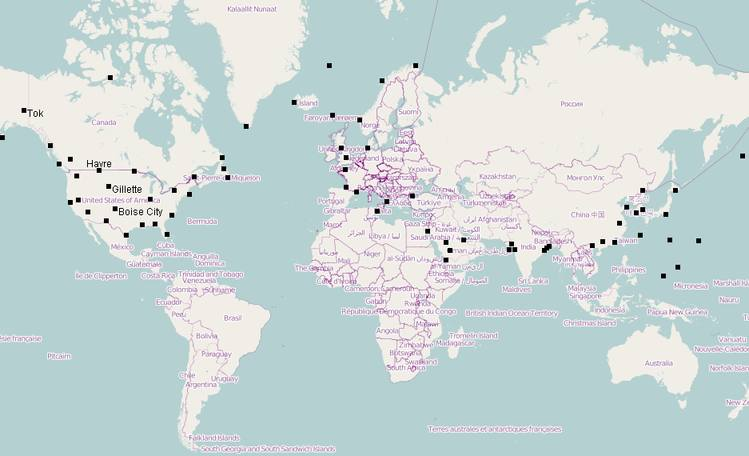
نقشه ایستگاه‌های لورن-سی

بعد از راه اندازی سیستم‌های ماهواره‌ای موقعیت یابی، دوران افول این سیستم هم به سرعت شروع شد و کاربران آن شروع به کم شدن کردند. در سال ۲۰۱۰ سیستمهای موجود در کانادا و آمریکا برچیده شدند، این امر همزمان در مورد ایستگاه‌های مشترک Loran-C/CHAYKA در روسیه هم اتفاق افتاد. زنجیره‌های دیگر فعال باقی ماندند که بعضی از آنها در طی سالهای بعد ارتقا هم پیدا کردند. در انتهای سال ۲۰۱۵ زنجیره مستقر در اروپا نیز خاموش شد.

## نگارخانه

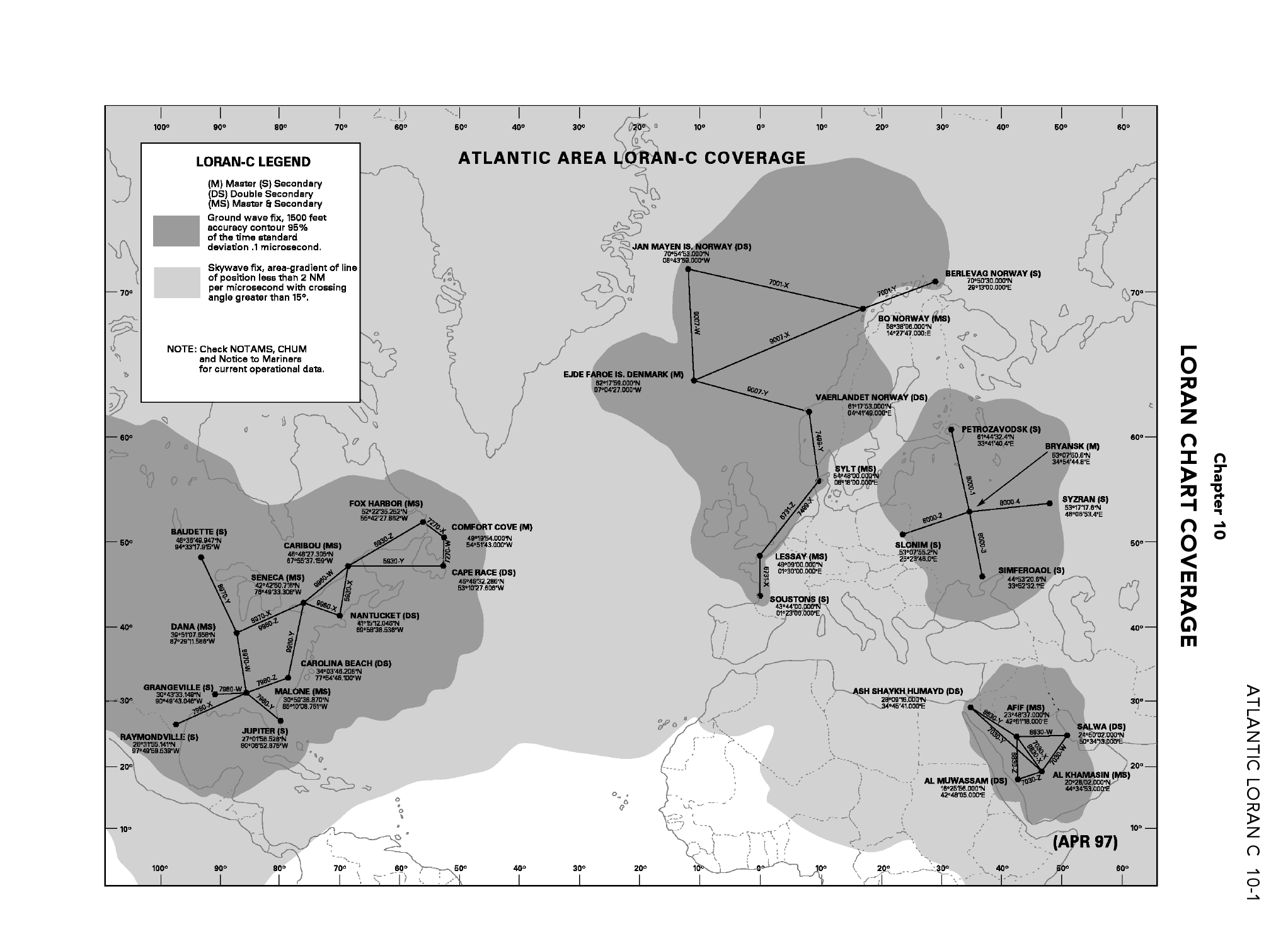
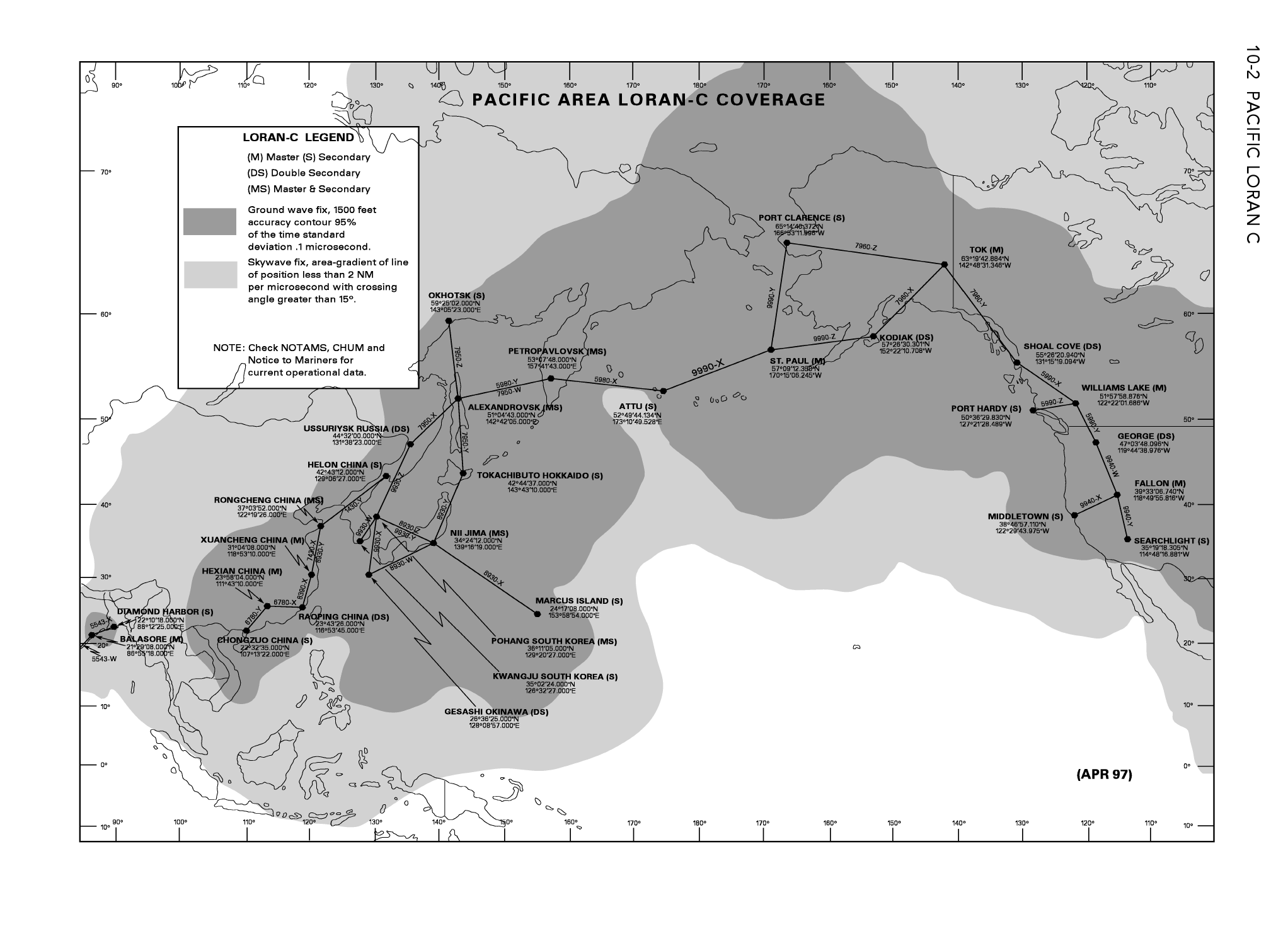